# Flammpanzer II
Le FlammPanzer II (en français Char lance-flammes) est un blindé léger, employé par l'armée allemande durant la Seconde Guerre mondiale. Dérivé du châssis du Panzer II, le Flammpanzer II voit le jour en 1939 sur la volonté d'Hitler, qui s'investit personnellement pour développer le programme des Flammpanzer. Construits au nombre de 150 exemplaires, ils seront presque tous utilisés durant l'opération Barbarossa en 1941 dans la conquête de l'Union soviétique. Rapide et pratique à utiliser, il se montrera très efficace dans la destruction de nids fortifiés et dans le soutien de l'infanterie.

## Le char lance-flammes
L'entre-deux-guerres et les contraintes liées au traité de Versailles ne permettent pas aux tacticiens d'Outre-Rhin d'établir une vision claire de l'utilité opérationnelle des blindés lance-flammes. Comme les modèles portables, ils sont avant tout destinés à l'attaque des points fortifiés. Toutefois, à l'instar de l'idée qui un temps durant va également agiter le landerneau de l'Armée française, les Allemands voient en eux, une sorte d'arme antichar capable même de supplanter les canons. Les flammes sont ainsi censées « étouffer » les moteurs en les privant d’oxygène ou passer par le moindre interstice pour « carboniser » les membres d'équipage.

## Un engin recyclé
En mai 1938, pour répondre à un appel d'offres concernant un char de reconnaissance capable de rouler à 55 km/h sur route, l'entreprise MAN propose un tout nouveau châssis désigné La.S.138. Ce dernier se distingue par l'adoption d'un nouveau train de roulement comprenant quatre galets de grand diamètre ; chacun d'eux est monté sur un bras de suspension à barres de torsion. Ces modifications entraînent la disparition des rouleaux porteurs. Le moteur Maybach HL 62 TRM six-cylindres essence délivre 140 chevaux à 2 600 tr/min. Une puissance qui permet au 12 tonnes de l'engin d'atteindre les performances demandées sur route et 20 km/h en tout terrain. Toutefois, amenée dans ses derniers retranchements, la suspension ne donne pas satisfaction, et les Panzer II Ausf. D et E sont produits à seulement 43 exemplaires. Mais puisque rien ne se perd, tout se transforme, la base du blindé est reprise pour donner naissance à un char lance-flammes, tandis que les plates-formes déjà assemblées sont recyclées.
À la fin des années 1930, les autorités allemandes mènent donc une réflexion sur l'utilité d'un char lance-flammes. Sur le papier, une telle combinaison ne peut que se révéler efficace dans la réduction rapide des points fortifiés ennemis. Ainsi, le 21 janvier 1939, le Heereswaffenamt par l’intermédiaire du Waffenprüfamt no 6 (Service de contrôle des armements), lance le projet d'un engin lance-flammes reprenant comme base des véhicules déjà en production, en l’occurrence les Panzer II Ausf. D et E. Les premières études sont confiées à deux firmes spécialisées dans la fabrication de blindés. MAN (Maschinenfabrik Augsburg Nuremberg) est alors responsable du châssis, tandis que le site Daimler-Benz de Berlin s'occupe de la conception des superstructures et de la tourelle. Le char lance-flammes prend alors la désignation de Flammpanzer II ou bien encore Panzer II (Flamm) et plus officiellement PanzerKampfwagen Flamm (Sd.Kfz. 122).

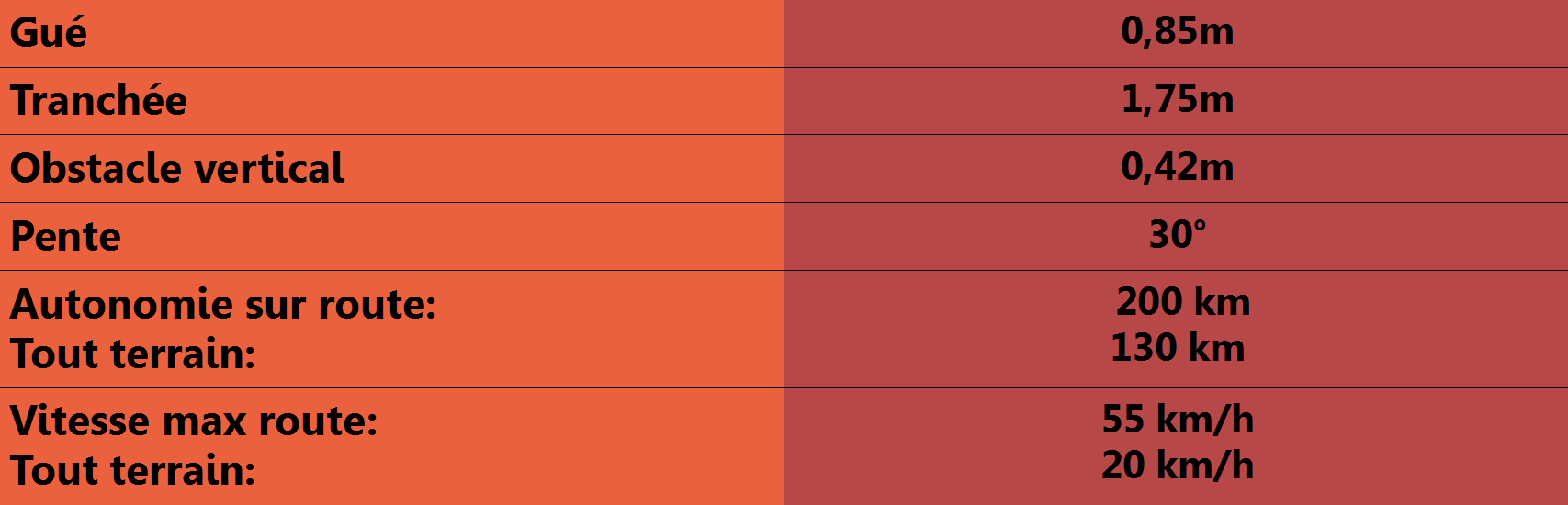
Fiche de mobilité du Flammpanzer II

## Le lance-flammes
Le projet du Flammpanzer se caractérise par la greffe de deux petites tourelles (Spitzkôpfe) accueillant chacune un tube lance-flammes. Disposées sur l'avant du blindé, elles sont installées de chaque côté de la caisse, au-dessus des chenilles. Ces tourelles fonctionnent indépendamment l'une de l'autre. Leur implantation autorise une rotation de 180°, sur une orientation allant de 9 à 15 heures. À noter que cette configuration pour le moins originale ne sera reprise sur aucun de ses successeurs. Chaque lance-flammes est alimenté par son propre réservoir de 160 litres (320 litres au total) transporté dans des bonbonnes installées dans la coque de l'engin. Cette capacité permet de projeter un maximum de 80 jets enflammés d'une durée de deux à trois secondes à plus de 36 mètres. Mais cette portée n'est malheureusement atteinte que dans des circonstances optimales ; en pratique, elle se limite à seulement 25 mètres, ce qui est très peu au regard de machines équivalentes présentes dans les arsenaux alliés.
Le Flammpanzer II utilise comme gaz propulseur de l'azote stocké dans quatre petits réservoirs installés, faute de place dans le châssis, à l'extérieur du char, sur les côtés de la coque. Leur positionnement dans l'axe des tubes lance-flammes, de part et d'autre du char, facilite le fonctionnement des projecteurs en réduisant la longueur des tuyaux, élément déterminant pour garder une pression élevée. Pour limiter leur vulnérabilité, les réservoirs prennent place dans des caissons blindés. La mise à feu se fait au moyen d'un système à acétylène. L'équipage est composé de trois hommes : un pilote, un radio, également chargé de mettre en œuvre le premier lance-flammes, et un chef de char, qui officie aussi comme servant pour le deuxième lance-flammes et la mitrailleuse de tourelle. Une multiplication des tâches qui n'aide pas le Flammführer (chef de char lance-flammes) à suivre l'évolution des combats. La tourelle d'origine, armée d'un canon de 2 cm, se voit remplacée par une plus petite armée d'une  mitrailleuse MG34 de 7,92 mm alimentée par 1 800 balles perforantes. Ainsi équipé, le char atteint la masse de 12 tonnes en ordre de combat.

## Protection
La protection du PanzerFlammwagen II (Flamm) (une dénomination ultérieure du véhicule) ne se différencie pas de celle des Panzer II Ausf. D et E. Les Allemands estiment que le blindage frontal de 30 mm est en mesure de résister à un obus de 25 mm tiré à 600 mètres, et la projection latérale de 14,5 mm doit arrêter les projectiles perforants d'une mitrailleuse de 8 mm à toutes distances. Il est aisé de constater que la cuirasse reste insuffisante en cas de rencontre avec une défense équipée de canons antichar d'un calibre un tant soit peu conséquent. Les Flammschützen (membres d'équipage d'un blindé lance-flammes) peuvent aussi compter sur des pots lance-fumigènes installés latéralement sur la plage arrière du blindé. Ceux-ci peuvent soit couvrir l'approche des chars lance-flammes, soit permettre leur retraite sous le feu de l'ennemi.

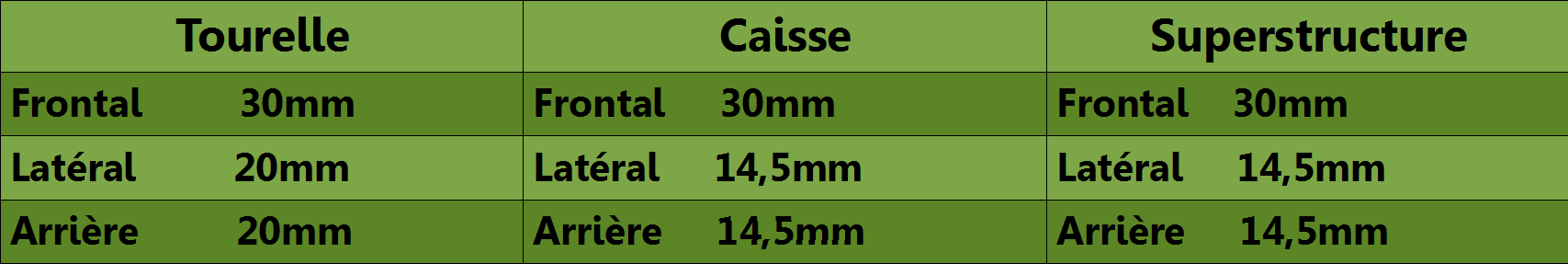
Flammpanzer II, blindage de la tourelle, de la caisse et de la superstructure

## Production
Après l'étude, le projet est déclaré viable, et une commande de 90 Panzer II (FI) est lancée. D'avril à août 1939, MAN commence la production d'une première tranche de 46 châssis neufs. Un véhicule d'essais en acier « doux » est assemblé en juillet 1939 pour toute une batterie de tests qui vont s’avérer concluants. Toutefois, la conversion en série par les usines Wegmann de Cassel ne débute réellement qu'en janvier 1940. Pour accroître rapidement la quantité de chars disponibles, Wegmann reçoit en mars les 43 Panzer II Ausf. D et E réformés. Les essais menés sur le terrain démontrent que l'engin est encore loin d'être au point, et tous les exemplaires produits doivent être renvoyés en usine pour subir les modifications demandées. Un total de 86 châssis est ainsi converti de mai à octobre 1940. Enfin, trois superstructures en attente de châssis sont terminées en février 1941.
Le 8 mars 1940, sans attendre la fin des premières livraisons et avant même que les premiers chars n'aient fait leurs preuves au combat, les autorités militaires allemandes, vraisemblablement conquises par les premiers test, décident de commander une deuxième tranche de 150 Panzer II (FI). Le contrat signé avec MAN prévoit une livraison au rythme de 30 véhicules par mois dès la fin de l'année 1941. En avance sur les prévisions, la deuxième série est lancée en août 1941, mais un contre-ordre vient stopper la construction à seulement 90 exemplaires. Les 60 châssis restants sont réorientés vers le Panzer II Ausf. D de base armé du seul canon de 2 cm. Mais au grand dam des ingénieurs chargés de planifier la production, les ordres sont à nouveau modifiés. Tous les châssis doivent être mis au standard Panzer II (FI). Loin de ces interminables atermoiements, les troupes soviétiques se chargent de démontrer les piètres performances des unités équipées de ce blindé. Les quantités de Panzer II (FI) réellement produites sont estimées généralement à 112 engins basés sur des châssis neufs, auxquels l'on peut ajouter 43 convertis à partir de Panzer II Ausf. D ou E réformés. 

## Tactiques de combat
La mise en service officielle de blindés lance-flammes est l’occasion pour l'Armée allemande de mettre au point de rigoureuses tactiques d'engagement. Leur rôle est en effet fondamentalement différent de celui de leurs « frères » armés d'un canon. Un manuel d'instruction pour les PanzerFlamm-Abteilungen, datant du 1er septembre 1940, est d'ailleurs rédigé pour formaliser les doctrines d'utilisation.
« Les Panzerflammwagen doivent uniquement être utilisés par les Panzertruppen dans le cadre de combats rapprochés. Considérés comme une arme de dernier recours, ils doivent théoriquement être engagés pour détruire l'ennemi quand les autres unités ont été mises en échec. Peu efficaces dans les faits contre des fortifications solides, le chars lance-flammes doivent en priorité jouer sur leur puissant effet démoralisateur. Compte tenu de la faible portée de leur armement principal, les Panzerflammwagen doivent engager leurs objectifs (soldats ou points fortifiés) à courte distance (30 mètres au maximum), tandis que la mitrailleuse peut toucher une cible à 400 mètres (200 mètres étant la distance réellement efficace). La réserve de carburant inflammable permet au Panzer II (FI) d'assurer 80 jets d'une durée de deux à trois secondes. »
Le rapport insiste notamment sur les distances d'engagement, car un tir à trop longue portée découvre l'engin trop tôt. Un laps de temps qui laisse ensuite aux défenseurs le soin de riposter. La discrétion et l'effet de surprise assurent aux chars lance-flammes un maximum de chance de survie sur le champ de bataille. 
« Les flammes peuvent détruire tout ennemi à portée de tir, et son effet démoralisateur oblige les soldats adverses à sortir de leur abri, permettant ainsi aux autres armes de les engager. Les chars lance-flammes sont particulièrement efficaces dans l'attaque de nids de résistance, les troupes retranchées dans les bunkers, les fortifications, les maisons ou même dans les forêts. Les cibles potentielles doivent être engagées par des jets brefs de l'une ou deux tourelles lance-flammes. Quand l'ennemi est surpris à découvert ou en dehors de son abri, les jets enflammés doivent être projetés dans un mouvement tournant à une élévation nulle pour rechercher l'effet maximum et saturer une zone de 10 à 20 mètres de longueur sur 50 mètres de large. Pour atteindre des cibles dispersées ou individuelles situées en dehors de l'axe commun des lance-flammes, les tourelles peuvent être orientées séparément.
Dans les faits, l'orientation différente des petites tourelles reste problématique, car la coordination de l'équipage est loin d'être acquise. Les Flammenwerfer peuvent ainsi projeter le liquide non enflammé de façon à imbiber une zone précise et pénétrer par tous les interstices. Une simple flamme suffit alors à embrasser l’objectif avec plus d’efficacité qu'un jet, qui risque de seulement infliger des dommages superficiels à la cible. Les Panzerflammwagen doivent être engagés sous couverture de l'artillerie ou avec le soutien immédiat d'autres unités équipées de matériels classiques. À courte distance, la protection est assurée par des Panzer II équipés d'un canon de 2 cm. Pour maximiser leur efficacité, les Flamm-Panzer-Abteilungen doivent être utilisées avec tous les moyens disponibles. Leurs trois Flammpanzer Kompanien doivent alors être engagés sur un front ne dépassant pas 850 mètres de large. Les unités ne doivent jamais être employées de manière dispersée. La Panzer-Abteilung ne doit jamais combattre isolément. Son utilisation doit se faire uniquement au sein même d'une Panzer Division, seule capable d'assurer sa protection. Son emploi avec une division d'infanterie ne peut être qu'une exception. Dans tous les cas de figure, le combat ne peut s'envisager que dans le cadre d'une action coordonnée avec d'autres unités. La concentration de tous les moyens devant parachever le succès. Normalement, l'appui des autres chars et des pièces d'artillerie est indispensable pour supprimer toute menace antichar, comme les blindés, l'artillerie adverse ou les canons antichars. Les Panzerflammwagen peuvent néanmoins s'approcher à distance de tir sous couvert d'un rideau de fumée provoqué par une nappe d'huile enflammée. En cas de danger, cette méthode peut aussi être employée pour se camoufler. Le temps de ravitaillement en liquide inflammable, azote et acétylène d'un Panzer II est d'une demi-heure. Celui d'une compagnie entière est estimé à une heure avec une bonne logistique. »

## Opération Barbarossa
Ces blindés ne sont pas déployés pendant la campagne de France, car les équipages sont loin d'avoir le niveau d'entraînement requis pour servir des engins aux caractéristiques aussi particulières. Les Flammpanzer II participent par contre à l'opération Barbarossa au sein de la Panzer-Abteilung (f)100, crée le 5 mars 1940 et intégrée à la 18. Panzer-Division, et de la Panzer-Abteilung (f)101, formée le 21 mars 1940 et affectée à la 7. Panzer-Division. L'Front de l'Est est leur seul théâtre d'opérations, et ils y terminent leur carrière militaire sans trop s'y distinguer. Employés en appui d'infanterie lors de combats rapprochés, ils démontrent deux choses : d'une part, que l'effet d'un jet enflammé est particulièrement redoutable sur les soldats pauvrement équipés et que, d'autre part, le châssis du Panzer II est tout sauf la plateforme idéale pour transporter ce type d'arme. Trop faiblement blindé, il demeure une proie facile pour tous les canons antichars russes qui peuvent le détruire à des distances excédant largement la portée utile de deux lance-flammes. Ainsi, un simple canon de 45 mm de 66 calibres modèle 1942 est capable de transpercer 95 mm de blindage à 300 mètres. Devant l’extrême vulnérabilité des Flammpanzer II, conséquence directe des 320 litres de liquide inflammable qui ne demandent en effet qu'à s'embraser au moindre coup au but, l'état-major allemand finit par les retirer progressivement du front. En 1942, après bien des déconvenues, les 62 exemplaires assemblés et les engins survivants sont réformés pour être reconvertis en Marder II, un chasseur de char équipé d'un canon antichar russe de 7,62 cm, plus adapté à la situation militaire du front de l'est. La carrière des Panzer II ne s’arrête toutefois pas là. En effet, certaines tourelles lance-flammes sont démontées pour être installées de manière statique sur des fortifications en Norvège, en prévision d'un éventuel débarquement allié.

## Sources
- « Les dragons d'acier au combat, les blindés lance-flammes », Batailles et Blindés, Hors-Série, Éditions Caraktère, no 7,‎ 2008
- (en) H. Doyle, Flammpanzer German Flamethrowers 1941-45, Osprey Publishing, coll. « New Vanguard », 1995
- (en) M. Sowdony, German Armored Rarities 1935-1945 : Neubaufahrzeug, Luchs, Flammpanzers, Tauchpanzer, Krokodil, Leopard, Lowe, Bar, and many others experimental vehicles and armored projects, Schiffer plubishing Ltd, 2004